# Holm (Halmstad)
Pour les articles homonymes, voir Holm.
Holm est une localité de Suède située dans la commune de Halmstad du comté de Halland. En 2010, elle compte 565 habitants. Elle couvre une superficie de 0,56 km2.